# Becplaner reial
El becplaner reial (Platalea regia) és una espècie d'ocell de la família dels tresquiornítids (Threskiornithidae) que habita zones de vegetació palustre, arbusts i arbres, de l'oest de Java, Austràlia a excepció de l'àrid, Illa sud de Nova Zelanda i alguna illa de les Salomó.